# Pogonomyrmex marcusi
Pogonomyrmex marcusi är en myrart som beskrevs av Kusnezov 1951. Pogonomyrmex marcusi ingår i släktet Pogonomyrmex och familjen myror. Inga underarter finns listade i Catalogue of Life.

## Bildgalleri

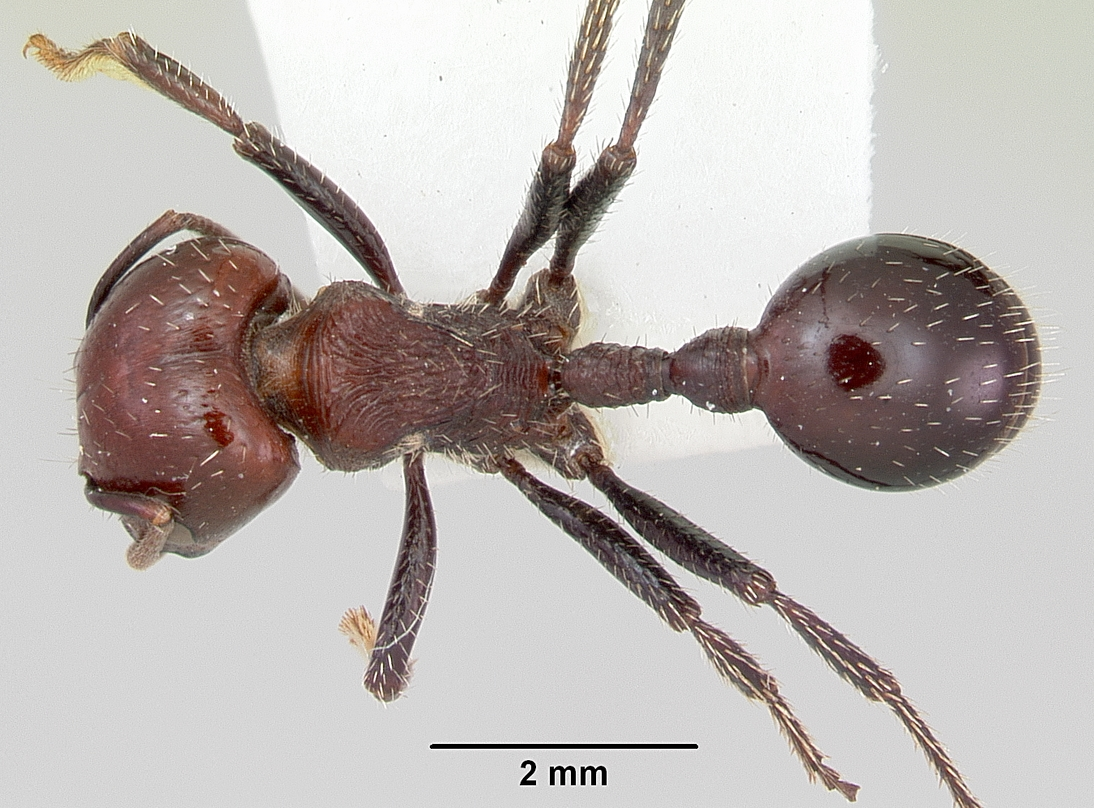
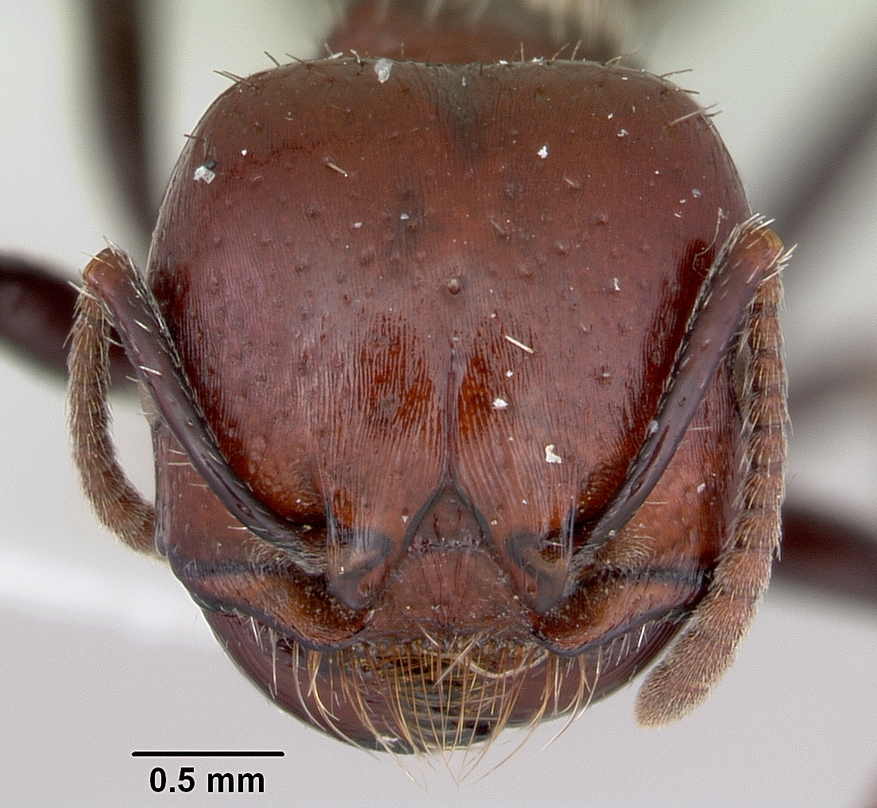
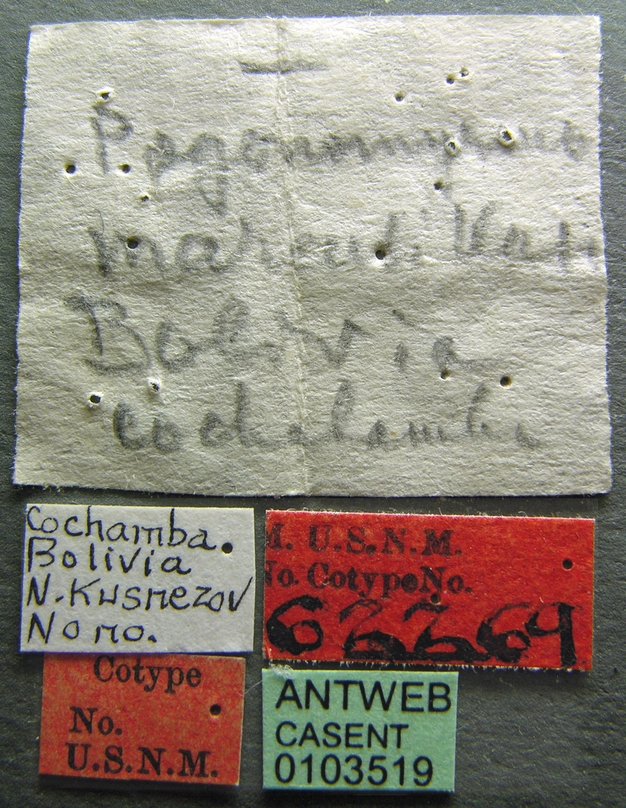
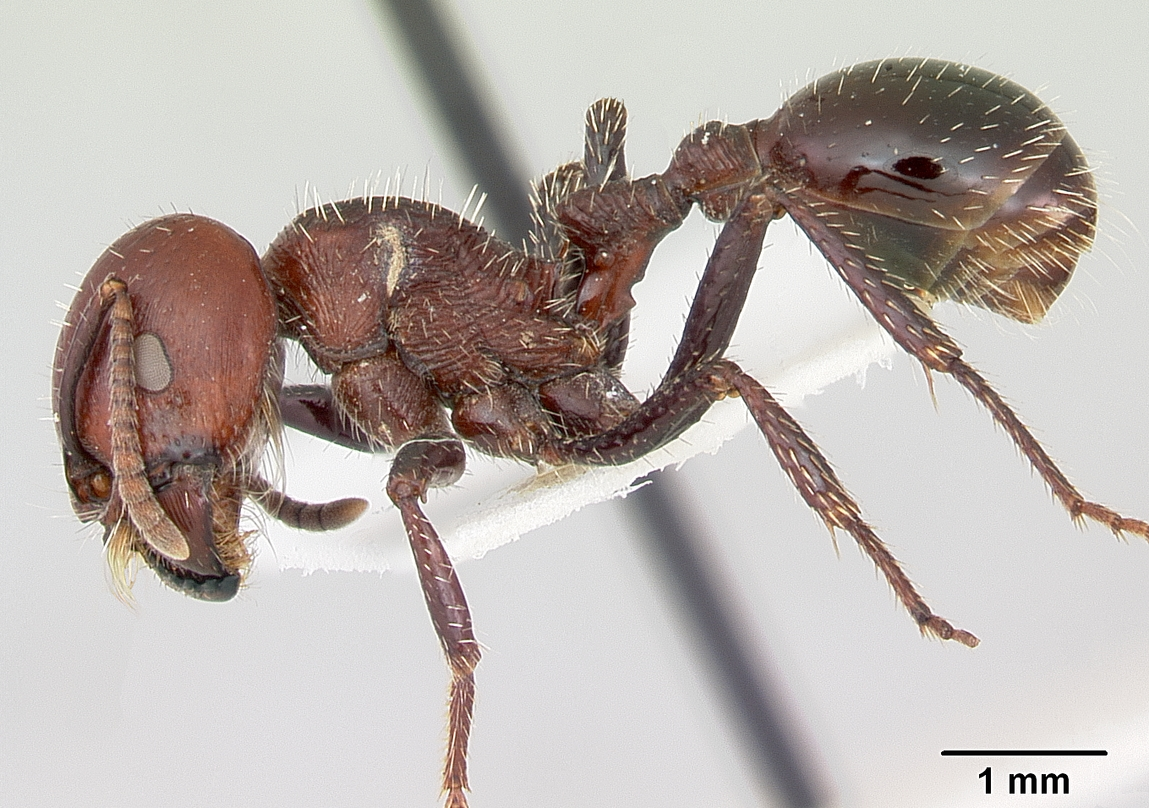